# Kênh đào Chính của Venezia

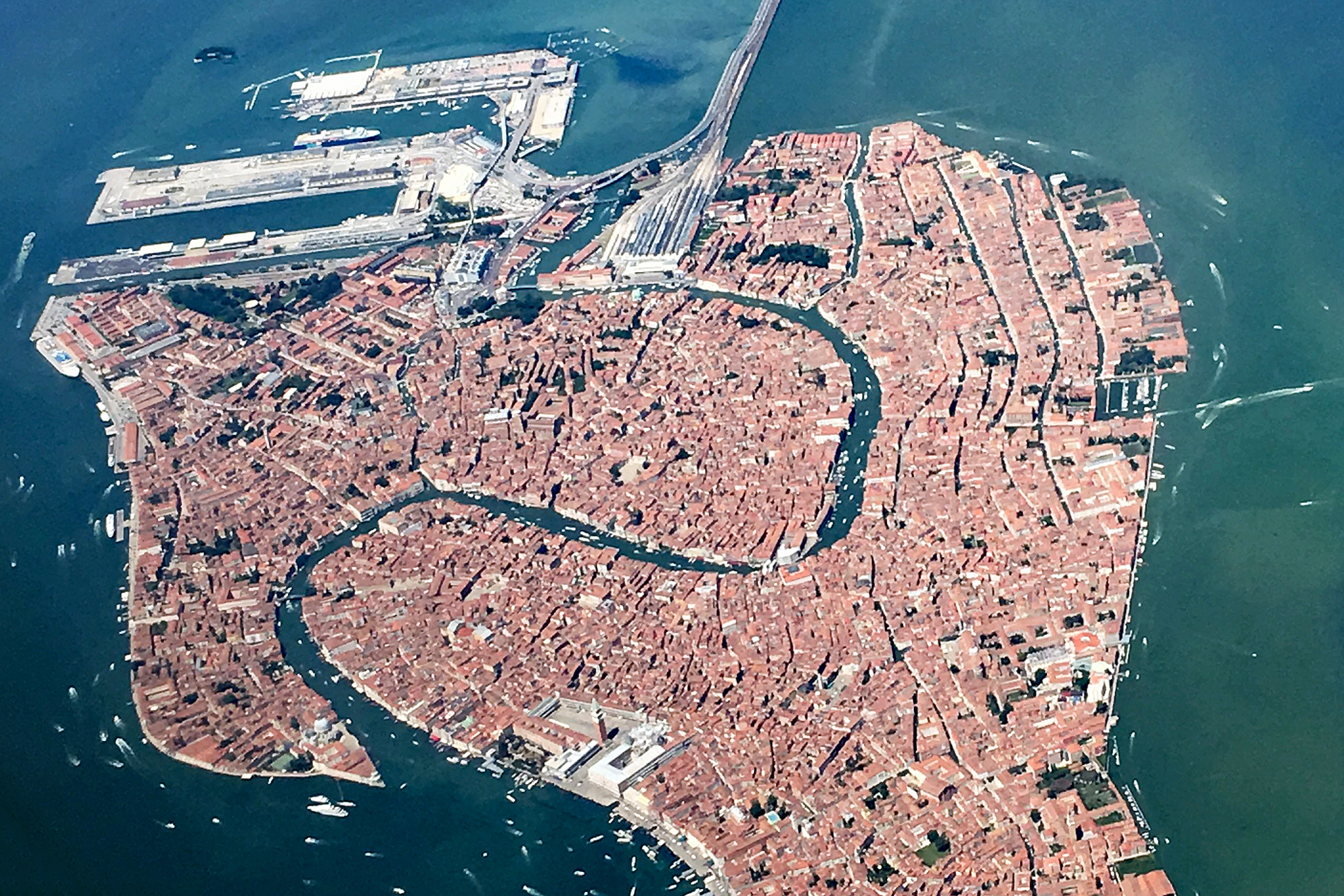
The Grand Canal nhìn từ trên không 2017

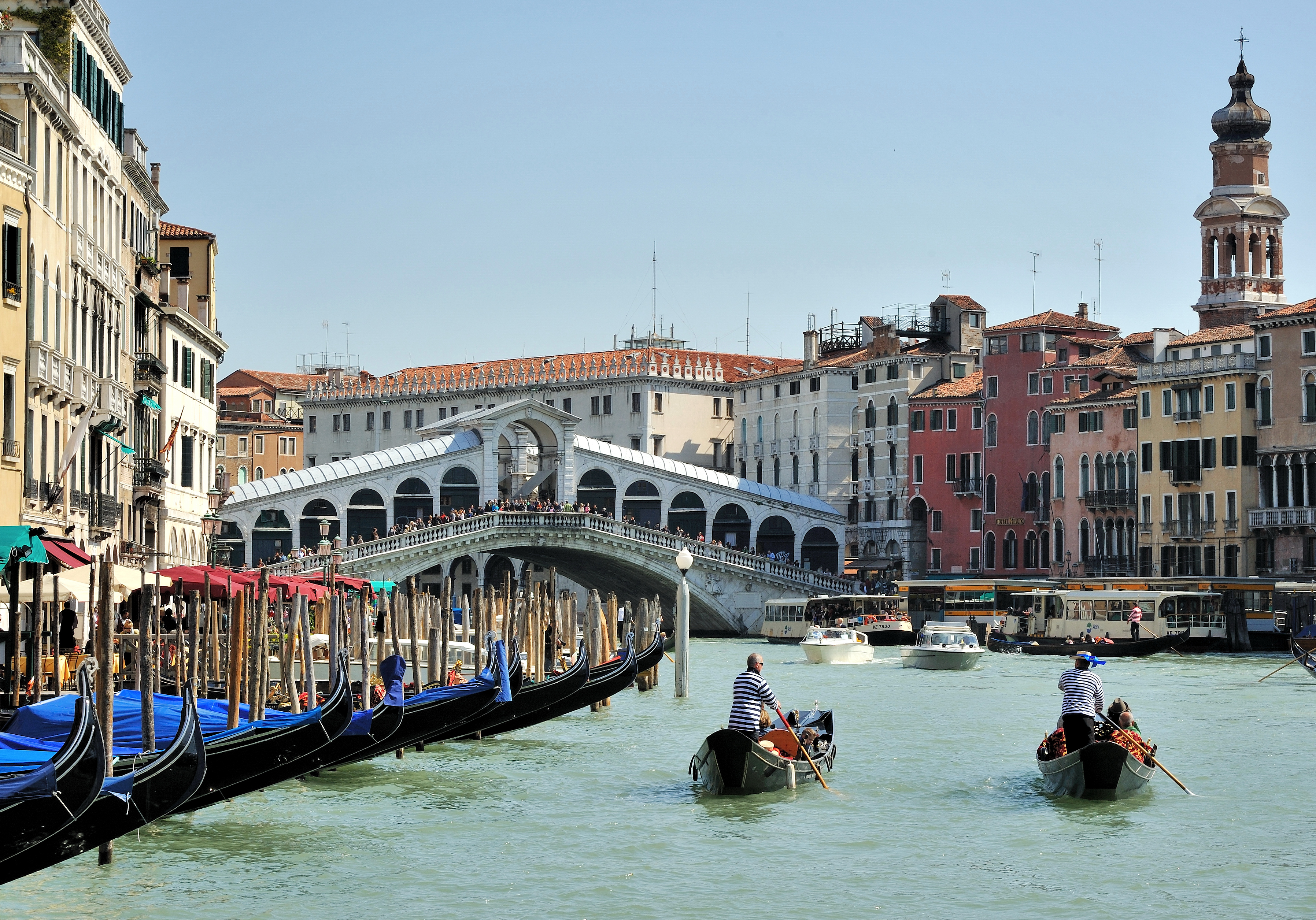
2 gondola với khách du lịch vừa rời bến với một dãy gondola tại Canal Grande, gần cầu Rialto.

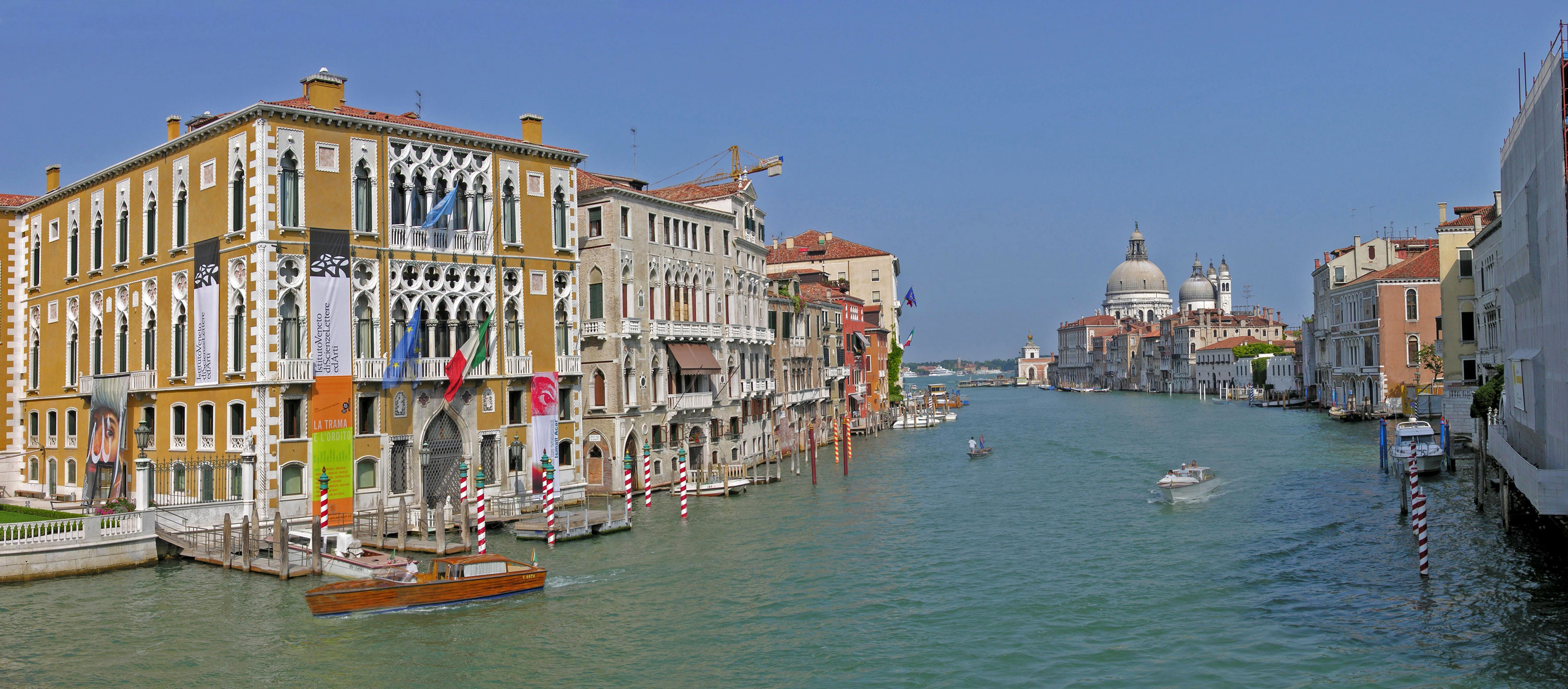
Canal Grande từ Ponte dell'Accademia; trước mặt là Palazzo Cavalli-Franchetti, và ở đàng xa Santa Maria della Salute

Kênh đào Chính của Venezia hoặc Kênh Lớn (tiếng Ý: Canal Grande) là một con kênh ở Venezia, Ý. Kênh đào này là phần cuối cùng của nhánh sông nằm phía bắc của sông Brenta, chạy ngang qua thành phố, đó là lý do tại sao, tương phản với các kênh Venezia khác, luôn luôn có nước chảy ở đây. Nó dài gần bốn cây số, rộng từ 30–90 m, với độ sâu trung bình là 5 mét, tạo thành một hành lang đường thủy chính trong thành phố đầm phá này. Khúc uốn cong đầu tiên của kênh hình chữ S được gọi là volta di Canal. Giao thông công cộng được cung cấp bằng xe buýt nước (tiếng Ý: vaporetti) và taxi nước tư nhân và nhiều du khách viếng thăm hệ thống kênh đào bằng gondola. Khoảng 45 kênh nhỏ hơn dẫn vào canal grande.
Kênh này đi qua những di tích lịch sử nổi tiếng như Dinh tổng trấn, Fondaco dei Tedeschi (chợ Đức), Fontego dei Turchi (chợ Thổ), Ca' d'Oro (nhà Vàng), cầu Ponte dell'Accademia, cung điện Palazzo Cavalli-Franchetti, Ca' Farsetti,...